# کشت فشرده
کشت فشرده یا کشت متمرکز (به انگلیسی: Intensive crop farming)، شکل مدرن کشاورزی متمرکز است که اشاره به تولید صنعتی محصولات کشاورزی دارد. روش‌های کشت متمرکز یا کشت فشرده عبارتند از: نوآوری در کشاورزی، ماشین‌آلات کشاورزی، روش های مهندسی ژنتیک و زیست‌فناوری و تکنیک‌ها برای دستیابی به مقیاس اقتصادی در تولید و ایجاد بازارهای جدید برای مصرف، ثبت اختراع به‌منظور حفاظت از اطلاعات ژنتیکی و تجارت جهانی است. این روش به طور گسترده در کشورهای توسعه یافته انجام می‌شود.